# Kåre Hedebrant
Kåre Hedebrant, född 28 juni 1995 i Stockholm, är en svensk skådespelare mest känd för rollen som Oskar i Tomas Alfredsons film Låt den rätte komma in. Han har även bland annat spelat Emil i Lönneberga i en barnteaterpjäs. Våren 2012 var han aktuell som Tobias i SVT:s dramaserie Äkta människor.
Han har studerat på Adolf Fredriks musikskola med musik som huvudämne, och har gått på Stockholms musikgymnasium.

## Filmografi
- 2008 – Låt den rätte komma in
- 2009 – Ofrekventa frekvenser (kortfilm)
- 2011 – Amors baller (norsk fotbollsfilm)
- 2011 – Anno 1790 (ett avsnitt i TV-serie)
- 2011 –  15 - Det är mitt liv (ett avsnitt i TV-serie)
- 2012 – Äkta människor (TV-serie)
- 2015 -  Lakshmi (kortfilm)